# ناحیه بالمازاوی‌واروش
ناحیهٔ بالمازاوی‌واروش (به مجاری: Balmazújvárosi járás) یک ناحیه در مجارستان است که در هایدو-بیهار واقع شده‌است. ناحیهٔ بالمازاوی‌واروش ۸۲۷٫۴۵ کیلومتر مربع مساحت و ۳۰٬۱۹۱ نفر جمعیت دارد.